# Daniel Branca
Daniel Branca (Buenos Aires, 7 dicembre 1951 – Buenos Aires, 28 gennaio 2005) è stato un fumettista argentino.
Daniel Branca è stato un grande disegnatore di fumetti, soprannominato il Carl Barks delle pampas.

## Biografia e carriera
Daniel Branca nacque a Buenos Aires nel 1951. Incominciò la sua carriera a sedici anni, come assistente animatore di un'agenzia pubblicitaria. L'anno seguente incominciò a lavorare anche per una rete televisiva locale, nello staff del gruppo di animazione di Carlos Costantini, e per alcune pubblicazioni educative. Nel 1971 iniziò una collaborazione con il connazionale Oscar Fernández. Insieme disegnarono numerosi fumetti per El Clan de Mac Perro, un supplemento della rivista Billiken appena lanciato da Costantini. Dopo Doña Tele, il loro primo lavoro collettivo con testi di Beatriz Bolster, Branca e Fernández disegnarono a quattro mani Barbeta y Grunchi, un western comico, e due episodi di Mac Perro. Insieme con lo scrittore Enrique Pinti, riportarono poi in auge El Mono Relojero, una delle prime serie della rivista, ideata dal suo fondatore Costancio C. Vigil.

Parallelamente, Branca e Fernández collaborarono anche alla rivista umoristica per adulti Satiricón, con la produzione di El Sátiro Virgen, con testi di Oskar Blotta, nel 1972.
Nel 1976 Branca si trasferì a Barcellona, in Spagna, dove iniziò a lavorare per l'editore Bruguera, disegnando la serie Caramelot (ancora con Fernández), una parodia della leggenda di Re Artù, pubblicata sulla rivista per ragazzi Zipi Zape. Un anno dopo si trasferì all'agenzia Bordon Art, attraverso la quale iniziò a disegnare personaggi Disney per l'editore danese Egmont. Branca divenne uno degli autori di punta della Disney per le pubblicazioni europee, e disegnò tutti i personaggi, ma soprattutto i paperi (una delle sue specialità era il cane sanbernardo di Paperino, Bolivar). All'inizio degli anni ottanta si prese una pausa e si trasferì a Parigi per dedicarsi allo studio delle belle arti. A Parigi organizzò anche una serie di mostre dei suoi lavori, influenzati dal cubismo e dal costruttivismo, influenze che si possono rilevare qua e là anche nei suoi fumetti. Nel 1984 si trasferì a Maiorca e nel 1995 tornò a Buenos Aires, dove continuò a disegnare storie di paperi così come a dipingere ad olio e ad esporre.
Negli anni novanta tornò alla rivista Billiken con la serie Montana. È morto prematuramente di attacco cardiaco il 28 gennaio 2005.
Il suo stile iniziale era molto simile al Carl Barks degli anni sessanta, ma nel tempo sviluppò uno stile più originale, armonioso e slanciato, dando più dinamismo alle sue figure. Era anche uno dei più apprezzati autori di copertine. I suoi personaggi preferiti erano Paperone e Amelia.
In Italia le sue storie sono state pubblicate da Zio Paperone.
Tra i suoi allievi ci sono gli artisti Disney José Massaroli e Wanda Gattino, entrambi collaboratori della Egmont.